# Kelly Chen
Kelly Chen Ho właśc. Vivian Chen Wai-man (ur. 13 września 1973 w Hongkongu) – hongkońska aktorka i piosenkarka specjalizująca się w gatunku muzycznym cantopop.
Odniosła ogromny sukces w przemyśle rozrywkowym w Azji. Jej 38 albumów sprzedało się w blisko 20 milionach egzemplarzy. Często określana jako "Diva Azji" (chiń: 亞洲 天后, dosłownie: "Azjatycka Niebiańska Królowa"). Jest laureatką licznych nagród.
Urodziła się w Hongkongu jako Vivian Chen Wai-man. Tam uczęszczała do szkoły podstawowej. Ukończyła Canadian Academy High School w Japonii.
Na Parsons School of Design w Nowym Jorku, ukończyła poligrafię.
Jaj językiem ojczystym jest kantoński. Mówi płynnie po mandaryńsku, japońsku, angielsku i koreańsku. W tych też językach śpiewa.
Ma starszą siostrę i młodszego brata, wokalistę Victora Chen Si-ho. Od 2008 jej mężem jest Alex Lau Kin Ho. Mają dwóch synów.

## Dyskografia

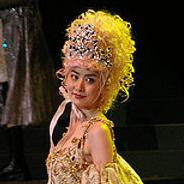
Kelly Chen (2006)

### Studio Albums

#### Hong Kong Cantonese
- Intoxicated Lover 醉迷情人 (Dec. 1995)
- Wind, Flower, Snow 風花雪 (Oct. 1996)
- Starry Dreams of Love 星夢情真 (June 1997)
- A Movie 一齣戲 (Dec. 1997)
- Da De Dum (I Am Falling Out of Love) Da De Dum（我失戀）(July 1998)
- True Feeling 真感覺 (Feb. 1999)
- Don't Stop Loving Me 繼續愛我 (Aug. 1999)
- Paisley Galaxy 花花宇宙 (May 2000)
- The Big Day 大日子 (Nov. 2000)
- In The Party (July 2001)
- ASK (19 December 2001)
- ASK KELLY (1 February 2002)
- Dynacarnival 飛天舞會 (12 July 2002)
- Baby Cat (13 December 2002)
- Love 愛 (22 August 2003)
- Stylish Index (23 July 2004)
- GRACE AND CHARM (22 December 2004)
- Happy Girl (25 August 2006)
- Kellylicious (16 May 2008)
- Reflection (7 February 2013)
- And Then (15 January 2016)

#### Taiwanese Mandarin
- I Don't Think So 我不以為 (May 1996)
- Insight 體會 (Aug. 1997)
- You're Not The Same 你不一樣 (Mar. 1998)
- Love Me Or Not 愛我不愛 (Dec 1998)
- Love You So Much 愛你愛的 (Apr 2000)
- Flying 飛吧 (Aug. 2001)
- Love Appeared 愛情來了 (10 May 2002)
- You Don't Mean It 心口不一 (1 August 2003)
- Eternal Sunshine 我是陽光的 (16 September 2005)
- Chasing Dreams 微光 (16 March 2010)

#### Japanese
- GRACE (29 January 2002)

### Singles
- The beginning is a cunning morning

### Extended Play
- Kelly Game – Little Kelly 陳慧琳唱遊小時候 (26 March 2002)

### Remix Albums

#### Hong Kong Cantonese
- Kelly Chen BPM Dance Collection (Mar. 2001)

#### Taiwanese Mandarin
- Kelly Chen BPM Dance Collection Volume 4 (Dec. 2001)

### Greatest Hits Albums

#### Hong Kong Cantonese
- True Love Special Edition 真情細說 (1996)
- Who Wants To Let Go 17 Greatest Hits 誰願放手精選十七首 (Dec. 1996)
- Lover's Concerto (Apr. 1998)
- Kelly Chen Collection 95-00 (June 2000)
- Colors of Love – New + Best Collection 戀愛情色 (Dec. 1999)
- BELOVED 陳慧琳最愛的主題曲 (Sept. 2002)
- Red 陳慧琳 Red (19 December 2003)
- Especial Kelly (21 December 2006)

#### Taiwanese Mandarin
- Kelly's Greatest Hits 最愛陳慧琳精選輯 (May 1999)
- Shining & Colorful 閃亮每一天 (Nov. 2002)

#### Japanese
- Kelly's Best Collection 1997 (1997)
- Best of Kelly Chen (1998)

### Compilations
- Open Up The Sky 打開天空 (Sept. 1995)

### Video Albums

#### Hong Kong Cantonese
- Who Wants To Let Go 17 Greatest Hits 誰願放手精選十七首 (Dec. 1996) (VCD/LD)
- Faye and Kelly Party 菲琳派對 (Feb. 1997) (VCD/LD/DVD)
- I Care About You So MuchMusic Videos Karaoke 對你太在乎卡拉OK(May.1999)(VCD)
- UnprecedentednessMusic Videos Karaoke 前所未見精選卡拉OK (Dec. 2004)(VCD/DVD)

#### Taiwanese Mandarin
- Insight 體會 (Aug. 1997) (VHS)
- Defenseless Heart 心不設防 (1998) (VCD)
- The Best Of Kelly Chen Music Video Vol.1 慧聲慧影精選集1(1999) (DVD)
- Love You So Much 愛你愛的 (Mar. 2000) (VCD)
- Flying 飛吧 (Jan. 2002) (VCD)
- Love Appeared 愛情來了 (Mar. 2003)(VCD)

### Live Albums
- Starry Dreams of Love Live in Concert 星夢情真演唱會 (Aug. 1997)
- Kelly Chen Music is Live in Concert 拉闊音樂演唱會 (Mar. 1998)
- Kelly Chen Paisley Galaxy Live in Concert 花花宇宙演唱會 (Sept. 2000)
- Go East 5th Anniversary in Concert 正東五週年接力演唱會 (Oct. 2000)
- Music Is Live Concert 拉闊音樂演唱會 (Nov. 2001)
- Kelly Dynacarnival 2002 Concert 陳慧琳飛天舞會演唱會 (Oct. 2002)
- Lost in Paradise 2005 Concert Live 陳慧琳紙醉金迷2005演唱會 (9 December 2005)
- Kelly x Jorden Music is Live Concert 陳慧琳 x 陳小春 拉闊演奏廳 (23 October 2006)
- Kelly Chen Love Fighters Concert 2008 陳慧琳Love Fighters演唱會2008 (13–18 June 2008)

### Soundtracks
- Whatever Will Be, Will Be 仙樂飄飄 (Aug. 1995)
- Mulan 花木蘭 (1998)
- Humdrum Puppy Love 初戀o拿o查麵原聲大碟 (Nov. 2000)
- Lavender Original Movie soundtrack 薰衣草電影原聲大碟 (Dec. 2001)

## Filmografia wybrana[2]
- Otwarta wojna (幻影特攻, 1998)
- We władzy wspomnień (半支煙, 1999)
- Japońskie wilki (東京攻略, 2000)
- Z ostatniej chwili (大事件|大事件, 2004)
- Cesarzowa i wojownicy (江山美人, 2008)